# Мей, Андреа
Андреа Мей (итал. Andrea Mei; родился 18 мая 1989 года) — итальянский футболист, игравший на позиции защитника. Экс-игрок молодёжных сборных Италии.

## Клубная карьера
Мей был подписан «Интером» в августе 2004 года вместе с Лукой Джентили.
Он был продан в «Пьяченцу» вместе с Лукой Тремоладой, будучи включенным в сделку совместного владения на общую сумму 1,5 миллиона евро 30 июня 2010 года. Однако «Интер» также подписал Андреа Луссарди и Маттео Коломби из «Пьяченцы», также как сделку совместного владения, и по той же цене. Игроки вернулись в свои клубы в июне 2011 года по первоначальной цене.